# محافظ (فیلم ۱۹۹۶)
محافظ (به هندی: Rakshak) فیلمی محصول سال ۱۹۹۶ و به کارگردانی آشوک هوندا است. در این فیلم بازیگرانی همچون سونیل شتی، کاریسما کاپور، راغوواران، سونالی بندره، آریونا ایرانی، مشتاق خان، آلوک نات، عارون باکشی ایفای نقش کرده‌اند.